# Managua
Managua er Nicaraguas hovedstad og har 937.489(2005) indbyggere. Byen er også den største i Mellemamerika. Den ligger ved Managua-søens sydlige bred. I 1855 blev Managua gjort til landets hovedstad, en status der havde skiftet mellem byerne León og Granada. 
Managua blev ødelagt af jordskælv og ildebrand den 31. marts 1931, og igen ved ildebrand i 1936. Den 23. december 1972 blev byen alvorligt beskadiget af et jordskælv, der kostede flere end 10.000 mennesker livet. Efterfølgende, da den internationale hjælp til genopbygningen nåede frem, tog dikatator Somoza og hans tropper angiveligt pengene og skjulte dem for offentligheden eller anvendte selv pengene. Derfor er byens centrum, der blev ødelagt af jordskælvet, aldrig blevet genopbygget og er den dag i dag halvtomt. Dette var en medvirkende årsag til at Sandinisterne tog magten i Nicaragua i 1979. 
I dag er Managua en ejendommelig by, der hverken har gadenavne eller adresser. Efter jordskælvet i 1972 voksede byen organisk, i stedet for at bruge penge på at opsætte dyre gadeskilte. Adresser skrives som "to karreer efter den parkerede bil, mit hus er malet mørkeblåt".
I 1998 blev Managua beskadiget af orkanen Mitch.